# Західна Японія
Західна Японія (яп. 西日本, にしにほん、にしにっぽん, нісі ніппон) — термін для позначення західної частини Японського архіпелагу. Антонім — Східна Японія.
Законодавчо межі Західної Японії не визначені.
У вузькому сенсі до Західної Японії відносять регіони Кінкі, Тюґоку та Сікоку. У широкому сенсі до неї зараховують також префектуру Фукуй регіону Хокуріку, а також регіони Кюсю й Окінава.
В геології межею між Західною та Східною Японією вважається тектонічна лінія Ітоїґава-Сідзуока.
Часто під Західною Японією розуміють лише регіони Кінкі з центром Кіото та Тюґоку з центром Хіросімі, які протиставляються регіону Канто з центром у Токіо.
Захід і схід Японського архіпелагу сильно відрізняється у традиційному побуті, кухні, діалектах.
Західна Японія є основним осередком традиційної японської цивілізації.

## Префектури[1]
У вузькому сенсі:
- Вакаяма
- Ехіме
- Каґава
- Кіото
- Коті
- Нара
- Міє
- Окаяма
- Осака
- Сіґа
- Сімане
- Токусіма
- Тотторі
- Хіросіма
- Хьоґо
- Ямаґуті

У широкому сенсі (попередні і наступні префектури):
- Каґосіма
- Кумамото
- Міядзакі
- Наґасакі
- Ойта
- Окінава
- Саґа
- Фукуй
- Фукуока

## Найбільші міста
- Осака, Осака
- Кобе, Хьоґо
- Кіото, Кіото
- Хіросіма, Хіросіма